# Campionatul Mondial al Cluburilor FIFA 2011
Campionatul Mondial al Cluburilor FIFA 2011 a fost un turneu fotbalistic, care a avut loc între 8-18 decembrie 2011. A fost cea de-a opta ediție a Campionatulului Mondial al Cluburilor FIFA. După ce EAU a găzduit turneul în 2009 și 2010, drepturile pentru găzduirea turneului din 2011 au fost date Japoniei.
În timpul unei vizite în Japonia pe 23 mai 2011, Președintele FIFA, Sepp Blater, a confirmat Japonia drept țara gazdă a turneului în ciuda Cutremurului din Tōhoku din 11 martie 2011.

## Echipe calificate
| Echipa                        | Confederația        | Calficări                                       | Participări1           |
| Intră în semifinale           | Intră în semifinale | Intră în semifinale                             | Intră în semifinale    |
| ----------------------------- | ------------------- | ----------------------------------------------- | ---------------------- |
| Barcelona                     | UEFA                | Câștigătoarea Liga Campionilor 2010–11          | 3 (Trecut: 2006, 2009) |
| Santos                        | CONMEBOL            | Câștigătoarea Copa Libertadores 2011            |                        |
| Intră în sferturile de finală |                     |                                                 |                        |
| Monterrey                     | CONCACAF            | Câștigătoarea Liga Campionilor CONCACAF 2010–11 | 1st                    |
| Al-Sadd                       | AFC                 | Câștigătoarea Liga Campionilor AFC 2011         |                        |
| Espérance                     | CAF                 | Câștigătoarea Liga Campionilor CAF 2011         |                        |
| Intră în calificări           |                     |                                                 |                        |
| Auckland City                 | OFC                 | Câștigătoarea Liga Campionilor OFC 2010–11      | 3 (Trecut: 2006, 2009) |
| Kashiwa Reysol                | AFC (Gazda)         | Câștigătoarea J. League Division 1 2011         |                        |

1 În bold: Câștigătorii turneelor precedente
* - Dacă câștigătoarea Liga Campionilor AFC este din Japonia, atunci cea mai bine clasată echipă care nu este din Japonia din Liga Campionilor AFC va fi invitată în locul câștigătoarei J. League.

## Arbitri
Arbitrii selectați sunt:
| Africa - Noumandiez Doue Assistants: - Songuifolo Yeo - Djibril Camara Asia - Ravshan Irmatov - Yuichi Nishimura Assistants: - Abdukhamidullo Rasulov - Bakhadyr Kochkarov - Toshiyuki Nagi - Toru Sagara Europa - Nicola Rizzoli Assistants: - Renato Faverani - Andrea Stefani | America Centrală de Nord și Caraibele - Joel Aguilar Assistants: - William Torres Mejia - Juan Francisco Zumba Oceania - Peter O'Leary Assistants: - Jan-Hendrik Hintz - Ravinesh Kumar America de Sud - Enrique Osses Assistants: - Francisco Mondria - Carlos Alexis Astroza |

## Stadioane
Yokohama și Toyota au fost cele două orașe, care au gazduit turneul.
| Stadionul Toyota                                                    | Stadionul Internațional Yokohama                |
| 35°05′05″N 137°10′15″E / 35.08472°N 137.17083°E                     | 35°30′35″N 139°36′20″E / 35.50972°N 139.60556°E |
| Capacitate: 45.000                                                  | Capacitate: 72.327                              |
|                                                                     |                                                 |
| ToyotaYokohamaCampionatul Mondial al Cluburilor FIFA 2011 (Japonia) |                                                 |

## Meciuri
O tragere la sorți a avut loc pe 17 noiembrie în Nagoya pentru a decide pozițiile celor trei echipe care vor intra în sferturi: Al-Sadd (AFC), Espérance (CAF) și Monterrey (CONCACAF).
Dacă un meci se termină egal după timpul de joc normal:
- Pentru meciurile eliminatorii se vor juca prelungiri. Dacă este egal și după prelungiri se vor execut lovituri de penalti pentru a determina câștigătoarea.
- Pentru meciurile pentru locul cinci și trei nu se vor juca prelungiri, ci se va trece direct la penaltiuri pentru a determina câștigătoarea.

|  | Play-off                | Play-off              |                         |           | Sferturi              | Sferturi              |             |             | Semifinale | Semifinale |  |  | Finala                  | Finala                  |
|  | 8 decembrie – Toyota    |                       |                         |           |                       |                       |             |             |            |            |  |  |                         |                         |
|  | Kashiwa Reysol          | 2                     |                         |           | 11 decembrie – Toyota | 11 decembrie – Toyota |             |             |            |            |  |  |                         |                         |
|  | Kashiwa Reysol          | 2                     |                         |           | 11 decembrie – Toyota | 11 decembrie – Toyota |             |             |            |            |  |  |                         |                         |
|  | Auckland City           | 0                     |                         |           | Kashiwa Reysol (p)    | 1 (4)                 |             |             |            |            |  |  |                         |                         |
|  | Auckland City           | 0                     | 14 decembrie – Toyota   |           | Kashiwa Reysol (p)    | 1 (4)                 |             |             |            |            |  |  |                         |                         |
|  |                         |                       |                         |           | Monterrey             | 1 (3)                 |             |             |            |            |  |  |                         |                         |
|  | Kashiwa Reysol          | 1                     |                         |           | Monterrey             | 1 (3)                 |             |             |            |            |  |  |                         |                         |
|  | Kashiwa Reysol          | 1                     |                         |           |                       |                       |             |             |            |            |  |  |                         |                         |
|  |                         |                       | Santos                  | 3         |                       |                       |             |             |            |            |  |  |                         |                         |
|  |                         |                       | Santos                  | 3         |                       |                       |             |             |            |            |  |  |                         |                         |
|  |                         |                       | 18 decembrie – Yokohama |           |                       |                       |             |             |            |            |  |  |                         |                         |
|  |                         |                       |                         |           |                       |                       |             |             |            |            |  |  |                         |                         |
|  | Santos                  | 0                     |                         |           |                       |                       |             |             |            |            |  |  |                         |                         |
|  | Santos                  | 0                     | 11 decembrie – Toyota   |           |                       |                       |             |             |            |            |  |  |                         |                         |
|  |                         | Barcelona             | 4                       |           |                       |                       |             |             |            |            |  |  |                         |                         |
|  |                         |                       | 4                       | Espérance | 1                     |                       |             |             |            |            |  |  |                         |                         |
|  | 15 decembrie – Yokohama |                       |                         | Espérance | 1                     |                       |             |             |            |            |  |  |                         |                         |
|  |                         | Al-Sadd               | 2                       |           |                       |                       |             |             |            |            |  |  |                         |                         |
|  | Al-Sadd                 | Al-Sadd               | 2                       | 0         |                       |                       |             |             |            |            |  |  |                         |                         |
|  | Al-Sadd                 | Meciul pentru locul 5 | Meciul pentru locul 5   | 0         |                       |                       | Finala mică | Finala mică |            |            |  |  |                         |                         |
|  |                         | Meciul pentru locul 5 | Meciul pentru locul 5   |           | Barcelona             | 4                     | Finala mică | Finala mică |            |            |  |  |                         |                         |
|  | Monterrey               | 3                     | Kashiwa Reysol          | 0(3)      | Barcelona             | 4                     |             |             |            |            |  |  |                         |                         |
|  | Monterrey               | 3                     | Kashiwa Reysol          | 0(3)      |                       |                       |             |             |            |            |  |  |                         |                         |
|  | Espérance               | 2                     | Al-Sadd                 | 0(5)      |                       |                       |             |             |            |            |  |  |                         |                         |
|  | Espérance               | 2                     | Al-Sadd                 | 0(5)      |                       |                       |             |             |            |            |  |  |                         |                         |
|  | 14 decembrie – Toyota   | 14 decembrie – Toyota |                         |           |                       |                       |             |             |            |            |  |  | 18 decembrie – Yokohama | 18 decembrie – Yokohama |

Toate orele Japan Standard Time (UTC+09:00).

### Play-off pentru Sferturi
| Kashiwa Reysol      | 2 – 0  | Auckland City |
| ------------------- | ------ | ------------- |
| Tanaka 37' Kudo 40' | Report |               |

### Sferturi
| Espérance   | 1 – 2  | Al-Sadd              |
| ----------- | ------ | -------------------- |
| Darragi 60' | Report | Khalfan 33' Koni 49' |

| Kashiwa Reysol                                                 | 1 – 1 (d.p.) | Monterrey                                   |
| -------------------------------------------------------------- | ------------ | ------------------------------------------- |
| Leandro Domingues 53'                                          | Report       | Suazo 58'                                   |
| Leandro Domingues · Jorge Wagner · Kurisawa · Tanaka · Hayashi | 4 – 3        | L. Pérez · Suazo · Ayoví · Orozco · Delgado |

### Meciul pentru locul 5
| Monterrey                         | 3 – 2   | Espérance                      |
| --------------------------------- | ------- | ------------------------------ |
| Mier 39' de Nigris 44' Zavala 47' | Cronica | N'Djeng 31' Mouelhi 76' (pen.) |

### Semifinale
| Kashiwa Reysol | 1 – 3   | Santos                           |
| -------------- | ------- | -------------------------------- |
| Sakai 54'      | Cronica | Neymar 19' Borges 24' Danilo 63' |

| Al-Sadd | 0 – 4   | Barcelona                              |
| ------- | ------- | -------------------------------------- |
|         | Cronica | Adriano 25', 43' Keita 64' Maxwell 81' |

### Finala mică
| Kashiwa Reysol                        | 0 – 0 (d.p.) | Al-Sadd                                     |
| ------------------------------------- | ------------ | ------------------------------------------- |
|                                       | Cronica      |                                             |
| Jorge Wagner · Sawa · Hayashi · Otani | 3 – 5        | Niang · Keïta · Majid · Al Haidos · Belhadj |

### Finala
| Santos | 0 – 4  | Barcelona                            |
| ------ | ------ | ------------------------------------ |
|        | Report | Messi 17', 82' Xavi 24' Fàbregas 45' |

## Marcatori
Actualizat 18 decembrie 2011
| Locul | Marcator          | Club           | Goluri |
| ----- | ----------------- | -------------- | ------ |
| 1     | Lionel Messi      | Barcelona      | 2      |
| 1     | Adriano           | Barcelona      | 2      |
| 2     | Khalfan Ibrahim   | Al-Sadd        | 1      |
| 2     | Abdulla Koni      | Al-Sadd        | 1      |
| 2     | Maxwell           | Barcelona      | 1      |
| 2     | Seydou Keita      | Barcelona      | 1      |
| 2     | Fàbregas          | Barcelona      | 1      |
| 2     | Xavi              | Barcelona      | 1      |
| 2     | Oussama Darragi   | Espérance      | 1      |
| 2     | Khaled Mouelhi    | Espérance      | 1      |
| 2     | Yannick N'Djeng   | Espérance      | 1      |
| 2     | Leandro Domingues | Kashiwa Reysol | 1      |
| 2     | Masato Kudo       | Kashiwa Reysol | 1      |
| 2     | Hiroki Sakai      | Kashiwa Reysol | 1      |
| 2     | Junya Tanaka      | Kashiwa Reysol | 1      |
| 2     | Aldo de Nigris    | Monterrey      | 1      |
| 2     | Hiram Mier        | Monterrey      | 1      |
| 2     | Humberto Suazo    | Monterrey      | 1      |
| 2     | Jesús Zavala      | Monterrey      | 1      |
| 2     | Borges            | Santos         | 1      |
| 2     | Danilo            | Santos         | 1      |
| 2     | Neymar            | Santos         | 1      |